# Natural Born Killers
Natural Born Killers är en amerikansk satirisk kriminal-dramafilm från 1994, regisserad av Oliver Stone. I filmen medverkar bland andra Woody Harrelson, Juliette Lewis, Robert Downey Jr., Tommy Lee Jones och Tom Sizemore. Filmen blev mycket anmärkningsvärt på grund av dess grafiska våld, och för att ha inspirerat många "copycat"-mördare i Nordamerika, inte minst massakern på Columbine High School. Filmen utsågs som den åttonde mest kontroversiella filmen i historien av Entertainment Weekly 2006.

## Handling
Filmen handlar om det unga paret Mickey och Mallory Knox. Paret kommer från en mycket enkel bakgrund och har båda haft en svår barndom. Varubudet Mickey blir förälskad i kunden Mallory. De bestämmer sig för att rymma och hjälps åt att mörda Mallorys brutale far. Mickey och Mallory ger sig ut på en resa längs Route 66 där de mördar efter samma mönster: de ger sig på alla inom synhåll och lämnar bara en person kvar som kan berätta vad som inträffat. Media får snabbt fatt i nyheten och paret blir berömda, något som späder på deras verksamhet. Mickey och Mallory jagas av den våldsamme detektiven Jack Scagnetti som så småningom lyckas fånga dem och ställa dem inför rätta.

## Rollista
- Woody Harrelson – Mickey Knox
- Juliette Lewis – Mallory Knox
- Robert Downey Jr. – Wayne Gale
- Tommy Lee Jones – Dwight McClusky
- Tom Sizemore – Jack Scagnetti
- Rodney Dangerfield – Ed Wilson, Mallorys far
- Russell Means – den gamle indianen
- Pruitt Taylor Vince – Kavanaugh
- Joe Grifasi – Duncan Homolka
- Edie McClurg – Mallorys mor
- Kirk Baltz – Roger
- Marshall Bell – Deputy
- Everett Quinton – Wurlitzer
- O-Lan Jones – Mabel
- Richard Lineback – Sonny
- Lanny Flaherty – Earl
- Sean Stone – Kevin Wilson
- Mark Harmon – Mickey Knox i TV rekonstruktion
- Corinna Everson – Mallory Knox i TV rekonstruktion
- Dale Dye – Dale Wrigley
- Evan Handler – David
- Maria Pitillo – Deborah
- Jared Harris – londonpojken
- Balthazar Getty – bensinstationskillen
- Jeremiah Bitsui – indianpojken
- Steven Wright – Dr. Emil Reingold
- Peter Crombie – den häftige polisen
- Louis Lombardi – Sparky

## Produktion
Filmen är baserad på ett manus, skriven av Quentin Tarantino. Då Tarantino inte hade möjlighet att regissera filmen själv sålde han manuset till producenterna Jane Hamsher och Don Murphy för $10 000. Hamsher och Murphy sålde i sin tur manuset till Warner Bros.. Vid den tidpunkten fick Oliver Stone höra talas om manuset. Han var ute efter att regissera något enkelt efter att han gjorde filmen Himmel och jord, som var komplicerad att filma och lämnade honom utmattad. Han kände att Natural Born Killers var precis det som han sökte efter. Stone skrev om manuset för att sätta mer fokus på mördarna Mickey och Mallory än journalisten Wayne Gale, men behöll det mesta av dialogerna. Tarantino blev endast krediterad för filmens synopsis.
Filmens huvudroller har hämtat drag från Charles Starkweather och Caril Ann Fugate. Starkweather and Fugate var ett ungt par från Nebraska som år 1958 flydde från polisen med en liknande resa i Nebraska och Wyoming. Liknelser kan också dras till de två kända rånarna Bonnie och Clyde.
Rodney Dangerfield skrev sina egna dialoger.

## Teman
Filmens teman handlar bland annat om hur media, enligt Stone, på ett glorifierande sätt gör moderna serie- och massmördare till kändisar. Scenen då Mickey Knox i fängelset intervjuas i direktsändning och sprider sina ord likt en budbärare till resten av fångarna som kollar och alla som ser på tv är direkt hämtad ur en intervju som genomfördes med Charles Manson där man lät Manson tala fritt och ostört om sin syn på livet, människor och religion bland annat. Andra teman i filmen handlar om våld i samhället.
Filmen ses ofta som mycket våldsam och brutal, och ofta kommer bilder på våld i naturen in i scener, till exempel finns en återkommande bild av en insekt som äter en annan insekt. Flera scener är designade som teveprogram och mitt i brutala mord bryter man ibland för reklam. En återkommande bild är av en demonisk person kallad Owen spelad av Arliss Howard, han verkar först vara en hallucination i Mickey och Mallorys hjärnor tills han i slutet på filmen dyker upp som en karaktär.

## Musik i filmen
- Waiting For The Miracle-Leonard Cohen
- Shitlist-L-7
- No No Man Part 1-Steven Jesse Bernstein
- The Day The Niggaz Took Over-Dr. Dre
- Rock & Roll Nigger-Patti Smith
- Something I Can Never Have-Nine Inch Nails
- Burn-Nine Inch Nails
- The Future-Leonard Cohen